# Дребосъкът Джордж
„Дребосъкът Джордж“ (на английски: George Shrinks) е канадски анимационен сериал, разказващ за едно малко момче, което е високо не повече от 10 см. и има кола, която може да се движи във водата, в пясъка, може да лети и може да се превръща в подводница. Колата е създадена от него и баща му. Джордж има малко братче на име Младши. Баща му е музикант изобретател, майка му е художничка. Джордж има и приятелка на име Беки.

## „Дребосъкът Джордж“ в България
В България сериалът първоначално е излъчвен по Канал 1.
Повторно е излъчен през 2005-2006 г. по Евроком и Детска кабелна телевизия Евроком (ДКТЕ), с нов дублаж от студио Доли. Заглавието е преведено като Джордж Шринкс.
Нови повторения започнаха по Диема Фемили на 11 октомври 2007 г. с разписание всеки делничен ден от 12:05 и с повторение всяка събота от 11:10, и завършиха на 5 декември 2007 г. В началото на 2009 г. е повторен още веднъж.